# ستيف كونلي
ستيف كونلي (بالإنجليزية: Steve Connelly)‏ هو لاعب كرة قاعدة أمريكي، ولد في 27 أبريل 1974 في لونغ بيتش في الولايات المتحدة.

## وصلات خارجية
- ستيف كونلي على موقعبيزبول رفرنس.كوم (الدوري الرئيسي) (الإنجليزية)
- ستيف كونلي على موقعبيزبول رفرنس.كوم (الدوري الثانوي) (الإنجليزية)